# Three Days Grace
Three Days Grace je kanadski rock sastav. Osnovan je u Norwoodu, Kanada 1992. godine pod imenom Groundswell. Nakon raspada krajem 1997. sastav se ponovno okuplja 1997. pod trenutačnim nazivom sa sastavom koji se sastoji od gitarista i vodećeg vokala Adama Gontiera, bubnjara i pratećeg vokala Neila Sandersona i basista Brada Walsta. U 2003. Barry Stock je primljen u sastav kao vodeći gitarist. Sjedište sastava je u Torontu.
Nakon potpisivanja ugovora s Jive Recordsom, Three Days Grace je izdao tri studijska albuma i album "Transit of Venus" 2012. godine kojeg izdaje producentska kuća RCA Records.
Nakon odlaska Adama Gontiera iz sastava 2013. godine, sastavu se priključuje Bradov mlađi brat Matt Walst iz sastava My Darkest Days. Zajedno su napravili tri singla "Painkiller", "I Am Machine" i "Human Race. 31. ožujka, 2015. godine izašao je novi album pod nazivom "Human" u kojem je vodeći vokal snimio Matt Walst.

## Članovi sastava

### Sadašnji članovi
- Brad Walst – bas-gitara, prateći vokal (1992. – 1997. (Groundswell) ; 1997. do danas)
- Neil Sanderson – bubnjevi, udaraljke, glasovir, prateći vokal (1992. – 1997. (Groundswell) ; 1997. do danas)
- Barry Stock – solo gitara (2003. do danas)
- Matt Walst - vodeći vokal (2013. do danas)

### Bivši članovi
- Adam Gontier – vodeći vokal, ritam gitara (1992. – 1997. (Groundswell) ; 1997. – 2013)
- Phil Crowe - solo gitara (1992. – 1995. (Groundswell)
- Joe Grant - ritam gitara (1992. – 1995. (Groundswell)

## Diskografija
Studijski albumi
- Three Days Grace (2003.)
- One-X (2006.)
- Life Starts Now (2009.)
- Transit of Venus (2012.)
- Human (2015.)
- Outsider (2018.)

Groundswell
- Wave Of Popular Feeling (1995.)

## Vanjske poveznice
- Službena web stranica
- Službena kanadska web stranica  Arhivirana inačica izvorne stranice od 19. siječnja 2021. (Wayback Machine)